# The Song Remains Not the Same
The Song Remains Not the Same je deváté studiové album americké heavy metalové skupiny Black Label Society, vydané 10. května 2011. Album obsahuje mimo jiné i předělané skladby z předchozího alba Order of the Black.

## Seznam skladeb
| Pořadí         | Název                                                | Autor                         | Délka |
| -------------- | ---------------------------------------------------- | ----------------------------- | ----- |
| 1.             | Overlord                                             | Zakk Wylde                    | 5:06  |
| 2.             | Parade of the Dead                                   | Wylde                         | 3:55  |
| 3.             | Riders of the Damned                                 | Wylde                         | 3:46  |
| 4.             | Darkest Days                                         | Wylde                         | 4:05  |
| 5.             | Junior's Eyes (cover Black Sabbath)                  | Butler, Iommi, Osbourne, Ward | 5:26  |
| 6.             | Helpless (cover Crosby, Stills, Nash and Young)      | Young                         | 4:36  |
| 7.             | Bridge over Troubled Water (cover Simon & Garfunkel) | Simon                         | 3:42  |
| 8.             | Can't Find My Way Home (cover Blind Faith)           | Winwood                       | 3:38  |
| 9.             | Darkest Days                                         |                               | 4:04  |
| 10.            | The First Noel                                       | traditional                   | 2:54  |
| Celková délka: | Celková délka:                                       | Celková délka:                | 41:12 |

## Sestava
- Zakk Wylde – zpěv, kytara, piáno[2]
- John DeServio – baskytara, doprovodný zpěv
- Will Hunt – bicí
- John Rich – zpěv ve skladbě 9